# کوکر (گیلان)
کوکر روستایی در استان گیلان ایران است.
سه اثر خانه دوست کجاست؟، زندگی و دیگر هیچ و زیر درختان زیتون از عباس کیارستمی که به سه‌گانه کوکر معروفند در این روستا یا اطراف آن فیلمبرداری شده‌اند. مردم باقی مانده از این روستا به تاتی رودباری و طالشی جنوبی تکلم دارند. 